# Western Bay-Ochre Pit Cove
Western Bay-Ochre Pit Cove is een geografische eenheid in de Canadese provincie Newfoundland en Labrador die door Statistics Canada gebruikt wordt bij volkstellingen. De censusdivisie bevindt zich in het zuidoosten van het eiland Newfoundland.

## Geografie
Western Bay-Ochre Pit Cove bestaat uit twee aan elkaar grenzende dorpen aan de oostkust van het schiereiland Bay de Verde, zelf een onderdeel van het grote schiereiland Avalon. Het betreft het dorp Western Bay en de half zo grote en noordelijker gelegen plaats Ochre Pit Cove.

## Demografie
De entiteit Western Bay-Ochre Pit Cove werd door Statistics Canada voor het eerst gebruikt bij de volkstelling van 2006. Het staat bij het statistiekagentschap louter bekend als een locality en heeft dus niet de status van designated place. Tussen 2006 en 2021 daalde de bevolkingsomvang van 542 naar 443. Dat komt neer op een daling van 99 inwoners (-18,3%) in vijftien jaar tijd.
| Demografische ontwikkeling tussen 2006 en 2021 |
| ---------------------------------------------- |
|                                                |
| Bron: Statistics Canada (2006–2011, 2016–2021) |

In 2001 telden beide plaatsen opgeteld 557 inwoners, waarvan 389 in Western Bay (70%) en 168 in Ochre Pit Cove (30%).

## Galerij

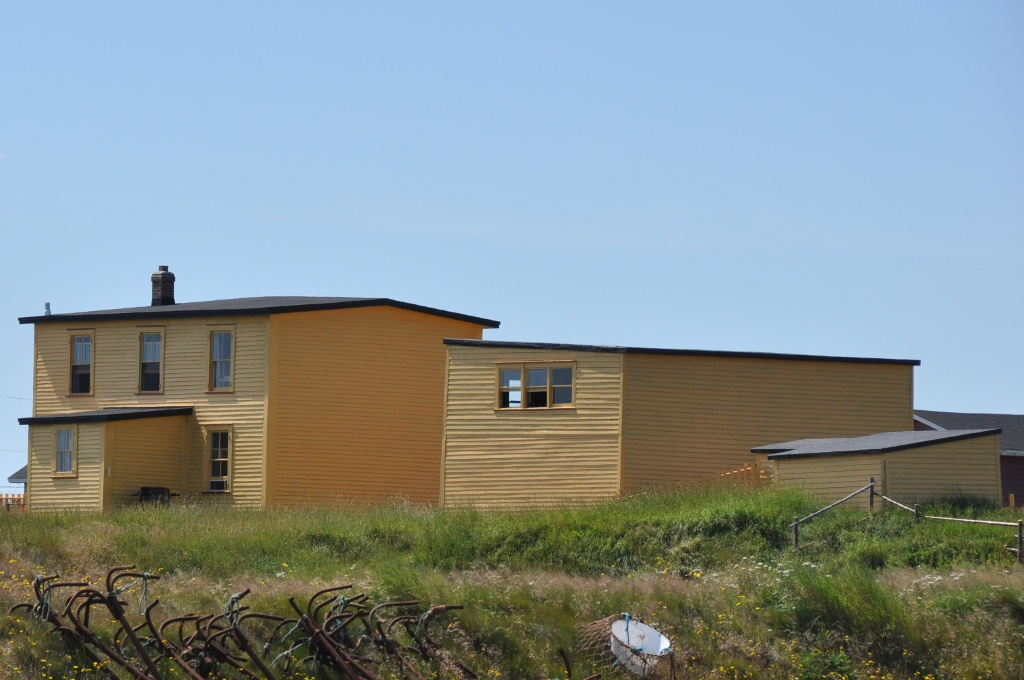
De Aubrey and Elizabeth Crowley Property in Ochre Pit Cove, een voorbeeld van typische Newfoundlandse outportarchitectuur
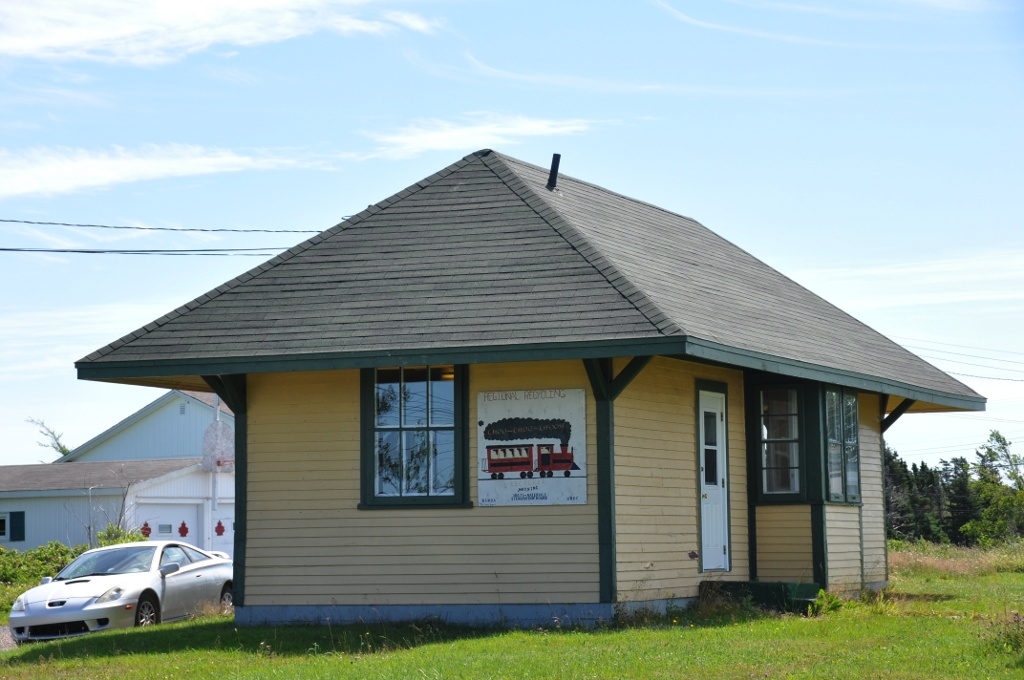
Voormalig stationsgebouw van Western Bay uit het begin van de 20e eeuw